# Ruínas do Poleto
O antigo Restaurante Poleto, às vezes grafado como "Poletto", é um prédio histórico em ruínas situado no bairro Belém Novo, em Porto Alegre, capital do estado brasileiro do Rio Grande do Sul.

## História
Projetado pelo arquiteto italiano naturalizado brasileiro Armando Boni (1886-1946), o prédio foi idealizado pelo engenheiro civil Oscar Silva como um local de comércio para atender veranistas e moradores do loteamento "Villa Balneária Nova Belém" (do final dos anos de 1920), tendo sido chamado inicialmente de Restaurante "Leblon" - nome que batizou a pequena praia local. Está inserido junto à Praça Almerindo Lima, às margens da orla do Guaíba e da costa sudeste da Ponta da Cuíca, um morro do bairro Belém Novo. 
Porém, o prédio ficou melhor conhecido pelo sobrenome de Almiro Poleto, que chefiou o restaurante por mais de três décadas. Além de funcionar como restaurante e bar, abrigou bailes de Carnaval tradicionalmente organzidos pela SABEN - Sociedade dos Amigos de Belém Novo.
O restaurante encerrou suas atividades no final da década de 1970, entrando em um período de decadência e abandono desde então.
Em março de 2012, a Prefeitura Municipal promoveu o "Seminário Orla Sul – Belém Novo: Passado, Presente, Futuro", apresentando a revitalização das Ruínas do Poleto como parte de um grande plano para alavancar o desenvolvimento econômico e sustentável para a área de Belém Novo.